# Rosário da Limeira
Rosário da Limeira is een gemeente in de Braziliaanse deelstaat Minas Gerais. De gemeente telt 4.362 inwoners (schatting 2009).

## Aangrenzende gemeenten
De gemeente grenst aan Ervália, Muriaé en São Sebastião da Vargem Alegre.